# Corral Quemado (Catamarca)
Corral Quemado es una localidad de la provincia argentina de Catamarca, dentro del departamento Belén.

## Vías de comunicación
Se encuentra a 86 km al norte de la ciudad de Belén. Se accede desde la misma, por la  ruta nacional 40 hasta el paraje de El Eje para tomar la ruta provincial 43, continuando unos 33 km más, previo paso por Puerta de Corral Quemado.

## Población
Cuenta con 1204 habitantes (Indec, 2010), lo que representa un incremento del 25 % frente a los 959 habitantes (Indec, 2001) del censo anterior.
| Gráfica de evolución demográfica de Corral Quemado entre 1991 y 2010 |
|                                                                      |
| Fuente: Censos nacionales del INDEC                                  |

## Sismicidad
La sismicidad de la región de Catamarca es frecuente y de intensidad baja, y un silencio sísmico de terremotos medios a graves cada 30 años en áreas aleatorias. Sus últimas expresiones se produjeron:
- 21 de octubre de 1966 (58 años), a las 12.39 UTC-3 con 5,0 Richter; como en toda localidad sísmica, aún con un silencio sísmico corto, se olvida la historia de otros movimientos sísmicos regionales
- 3 de noviembre de 1973 (51 años), a las 14.17 UTC-3 con 5,8 Richter: además de la gravedad física del fenómeno se unió el olvido de la población a estos eventos recurrentes
- 7 de septiembre de 2004 (20 años), a las 8.53 UTC-3, con una magnitud aproximadamente de 6,5 en la escala de Richter (terremoto de Catamarca de 2004)[1]